# 바토바비구

바토바비구

바토바비구(Vatovavy)는 마다가스카르의 구다. 구청 소재지는 마난자리다. 2021년 6월 16일, 바토바비피토비나니구에서 바토바비구와 피토비나니구로 분할되어 만들어졌다.

## 행정 구역
바토바비구 3개 지구로 나뉘고, 각 지구는 다시 58개 지방자치단체로 나뉜다.
- 이파나디아나 지구
- 마난자리 지구
- 노시바리카 지구